# Provincia di Illizi
La provincia di Illizi (in arabo ولاية اليزي) è una provincia (wilaya) dell'Algeria. Prende il nome dal suo capoluogo Illizi. Confina a est con la Libia e per una piccola porzione,a settentrione,con la Tunisia, a Nord con la provincia di Ouargla, e a Sud ed Ovest con la provincia di Tamanrasset.

## Popolazione
La provincia conta 52.333 abitanti, di cui 28.244 di genere maschile e 24.088 di genere femminile, con un tasso di crescita dal 1998 al 2008 del 4.5%.

## Geografia antropica

### Suddivisioni amministrative
La provincia è suddivisa in 3 distretti (daïras), a loro volta suddivisi in 6 municipalità.

1. Illizi•
2. Djanet•
3. In Aménas

| Distretto | Capoluogo | Municipalità                        |
| --------- | --------- | ----------------------------------- |
| Illizi    | Illizi    | Illizi                              |
| Djanet    | Djanet    | Djanet, Bordj El Haouas             |
| In Aménas | In Aménas | In Aménas, Bordj Omar Driss, Debdeb |